# Anonymous Content
Pour les articles homonymes, voir Anonymous.
 (août 2016).
Si vous disposez d'ouvrages ou d'articles de référence ou si vous connaissez des sites web de qualité traitant du thème abordé ici, merci de compléter l'article en donnant les références utiles à sa vérifiabilité et en les liant à la section « Notes et références ».
Anonymous Content est une société de production cinématographique et de télévision et une société de gestion des talents fondée en 1999 par Steve Golin , également PDG de la société. Elle est basée à Los Angeles avec ses bureaux à Culver City et New York.

## Les membres
Anonymous Content comprend 22 membres qui gèrent la gestion des talents, réalisateurs, scénaristes, acteurs et humoristes. Grâce à leurs talents beaucoup de clients ont été récompensés par des prix tels que : des Oscars, Golden Globes, Tonys et bien plus encore.
- Trevor Adley
- Sandra Chang
- Bard Dorros
- Ben Feigin
- Alex Goldstone
- Dara Gordon
- Joy Gorman
- Carolyn GoversTchad Hamilton
- David Kanter
- Tony Lipp
- Tariq Merhab
- Heather Nunn
- Jeff Okin
- Jacob Perlin
- Keith Redmon Luke Rivett
- Nicole Romano
- Eli Selden
- Adam Shulman
- Michael Sugar
- Rosalie Swedlin
- Doug Wald
- Doreen Wilcox-Little

## Filmographie

### Cinéma
- 2000 : The Upgrade
- 2001 : BigLove de Leif Tilden
- 2004 : Eternal Sunshine of the Spotless Mind de Michel Gondry
- 2004 : D.E.B.S de Angela Robinson
- 2005 : In the Land of Women de Jon Kasdan
- 2006 : Babel de Alejandro González Iñárritu
- 2006 : Lake of Fire
- 2007 : Cleaner de Renny Harlin
- 2009 : 44 Inch Chest
- 2010 : ReGeneration
- 2010 : Winter's Bone de Debra Granik
- 2011 : Le Complexe du castor de Jodie Foster
- 2012 : Miracle en Alaska de Ken Kwapis
- 2012 : Fun Size de Josh Schwartz
- 2012 : Jusqu'à ce que la fin du monde nous sépare de Lorene Scafaria
- 2012 : Ultimo Elvis d'Armando Bo
- 2013 : Breakup at a Wedding
- 2013 : Scenic Route
- 2013 : You Want Me to Kill Him?
- 2013 : Adult World
- 2014 : Girls Only
- 2014 : Vertiges d'Erik Van Looy
- 2015 : The End of the Tour de James Ponsoldt
- 2015 : Ma mère et moi
- 2015 : Spotlight de Tom McCarthy
- 2015 : The Revenant d'Alejandro González Iñárritu
- 2016 : The Waiting
- 2016 : Triple 9 de John Hillcoat
- 2016 : Bastille Day de James Watkins
- 2019 : The Laundromat de Steven Soderbergh
- 2019 : Boy Erased de Joel Edgerton
- 2020 : Minuit dans l'univers (The Midnight Sky) de George Clooney
- 2022 : Harka de Lotfy Nathan[4]
- 2023 : La Fille du roi des marais de Neil Burger
- 2024 : Uglies de McG
- 2024 : Nickel Boys de RaMell Ross
- 2025 : Christy de David Michôd

### Télévision
- True Detective (2014-...)
- The Knick (2014-2015)
- Mr. Robot (2015-2019)
- Quarry (2016-2016)
- Berlin Station (2016)
- The OA (2016-2019)
- 13 Reasons Why (2017-2020)
- Philip K. Dick's Electric Dreams (2018)
- Counterpart (2018-2019)
- L'Aliéniste (2018-2020)
- Homecoming (2018-...)
- Catch-22 (2019-...)
- Dickinson (2019-...)